# Visions – A Tribute to Burzum
Visions – A Tribute to Burzum - kompilacja wydana przez Unholy Records, która zawiera utwory Burzum zagrane przez inne grupy blackmetalowe.

## Lista utworów
CD I
1. Aborym Det som engang var
2. Aegishjalmar Jesus’ Tod [sic!]
3. Black Queen Inn i slottet fra droemmen
4. Cryogenic Dunkelheit
5. Earthcorpse Lost Wisdom
6. Ewigkeit Ea 2000 – Out for the Count (Cover of Ea, Lord of the Depths)
7. Fornost Wende im Zeichen des Mikrokosmos
8. Funeral Procession Der Ruf aus dem Turm
9. Judas Iscariot War
10. Krigstrommer Lost Wisdom
11. Krystall Bálferð Baldrs
12. Luror Key to the Gate

CD II
1. Nokturnal Mortum Journey to the Stars
2. Orthaugr Der weinende Hadnur
3. Pagan Hellfire Frijôs einsames Trauern
4. Sarnath Stemmen fra tårnet
5. Schizoid En ring til å herske
6. Starchamber Han som reiste
7. The Syre Black Spell of Destruction
8. Tronus Abyss Móti Ragnarokum
9. Wolfsburg Ein verlorener, vergessener trauriger Geist (Cover of A Lost Forgotten Sad Spirit)
10. Woods of Fallen Beholding the Daughters of the Firmament
11. Herrenfolk Dauði Baldrs